# Stavträsket, Lappland
Stavträsket är en sjö i Lycksele kommun i Lappland och ingår i Öreälvens huvudavrinningsområde. Sjön har en area på 0,263 kvadratkilometer och ligger 290,2 meter över havet. Sjön avvattnas av vattendraget Bäverbäcken.

## Delavrinningsområde
Stavträsket ingår i det delavrinningsområde (717167-161645) som SMHI kallar för Utloppet av Stavträsket. Medelhöjden är 312 meter över havet och ytan är 3,51 kvadratkilometer. Räknas de 2 avrinningsområdena uppströms in blir den ackumulerade arean 53,02 kvadratkilometer. Bäverbäcken som avvattnar avrinningsområdet har biflödesordning 2, vilket innebär att vattnet flödar genom totalt 2 vattendrag innan det når havet efter 192 kilometer. Avrinningsområdet består mestadels av skog (87 procent). Avrinningsområdet har 0,31 kvadratkilometer vattenytor vilket ger det en sjöprocent på 8,9 procent.